# Watersipora cucullata
Espèce
Synonymes
- Cellepora subovoidea (d'Orbigny, 1852)
- Watersipora subovoidea (d'Orbigny, 1852)
- Dakaria subovoidea
- Lepralia cucullata Busk, 1854[1],[2]

Watersipora cucullata (ou Bryozoaire violet foncé à grands zoïdes) est une espèce d'ectoprocte de la famille Watersiporidae.

## Taxinomie
L'espèce a été décrite à plusieurs reprises et possède donc de nombreux synonymes. Le nom scientifique actuel est établi en 2014 par l'intermédiaire d'un article paru dans le magazine spécialisé Zootaxa. Alors que le nom du genre renvoie au naturaliste Arthur William Waters, l'épithète spécifique « cucullata » est issue du latin cucullatus signifiant « capuchon » et désigne probablement la forme des gros zoïdes.

## Distribution et habitat
La distribution de Watersipora cucullata se limite à la Méditerranée mais l'article paru dans Zootaxa la qualifie tout de même d'invasive. L'espèce apprécie différents substrats durs : roches et coquilles. Le bryozoaire vit depuis la surface, notamment sur les coques des navires, jusqu'à une profondeur inconnuė̪̇̇̇̇̽ ,.

## Description
W. cucullata se développe en une colonie étendue en plaques encroûtantes d'une coloration violette à noire. Les gros zoïdes donnent à ces plaques un aspect bosselé. Les colonies ne dépassent pas quelques centimètres de diamètre̪.

## Écologie
L'alimentation est assurée à l'aide des lophophores qui capturent les organismes en suspension, notamment les diatomées qui sont un composant majeur de l'alimentation de l'espèce.
La reproduction est sexuée, la colonie est hermaphrodite. Une fois la larve libérée, elle se fixe au substrat après quelques heures et se métamorphose en ancestrule, c'est-à-dire le premier zoïde à partir duquel se développe une nouvelle colonie.